# Heinrich Hess (Politiker)
Heinrich Hess (* 28. Januar 1847 auf dem Hof Neuhaus bei Laupen; † 4. Dezember 1919 in Wald) war ein Schweizer Lehrer, Verleger und Politiker.

## Leben

### Familie
Heinrich Hess war der älteste Sohn des gleichnamigen Landwirts (1818–1887) und von dessen Ehefrau Anna Elisabeth (1826–1888), der Tochter von Johannes Kindlimann (1778–1845). Er hatte noch sechs Geschwister.
Er war seit 1868 mit der Damenschneiderin Paulina (1847–1921), der Tochter des Lehrers Johann Heinrich Haupt aus Regensberg, verheiratet. Gemeinsam hatten sie fünf Kinder.

### Werdegang
Heinrich Hess besuchte von 1862 bis 1865 das Lehrerseminar Küsnacht (heute Kantonsschule Küsnacht) und war darauf von 1865 bis 1871 erst als Lehrer in Hirslanden (andere Quelle Ottenbach) und darauf von 1871 bis 1878 als Lehrer in Riesbach bei Zürich tätig.
Neben seiner Tätigkeit als Lehrer war er von 1869 bis 1871 Redaktor der Zeitung Der freie Ämtler und von 1874 bis 1879 des Zürcher Volksblatts.
1871 immatrikulierte er sich an der Universität Zürich und beendete 1874 sein Studium.
Von 1885 bis 1913 war er Druckereibesitzer, Verleger und Redaktor des Schweizerischen Volksblatts vom Bachtel, das 1860 von Hartmann Utzinger († 15. April 1874) gegründet worden war. Unter seiner Leitung entwickelte sich das Volksblatt zu einem einflussreichen Organ im Zürcher Oberland.

### Politisches und gesellschaftliches Wirken
Heinrich Hess war von 1892 bis 1898 im Gemeinderat und von 1906 bis 1907 war er Gemeindepräsident von Wald. Er pflegte Mitgliedschaften in verschiedenen lokalen und regionalen Unternehmungen.
Er vertrat die Interessen der Landschaft und war von 1890 bis 1908 demokratischer Zürcher Kantonsrat, den er in der Zeit von 1902 bis 1903 präsidierte. Am 4. Dezember 1893 erfolgte, als Nachfolger von Johann Jakob Keller, seine Wahl zum Nationalrat. Dieses Amt hatte er bis zum 1. November 1919 inne.
Aufgrund seines Interesses am Schulwesen seiner Heimatgemeinde übte er von 1891 bis 1897 das Amt des Präsidenten der Sekundarschulpflege und von 1899 bis 1907 als Präsident der Primarschulgemeinde aus.